# Familia Zrinski

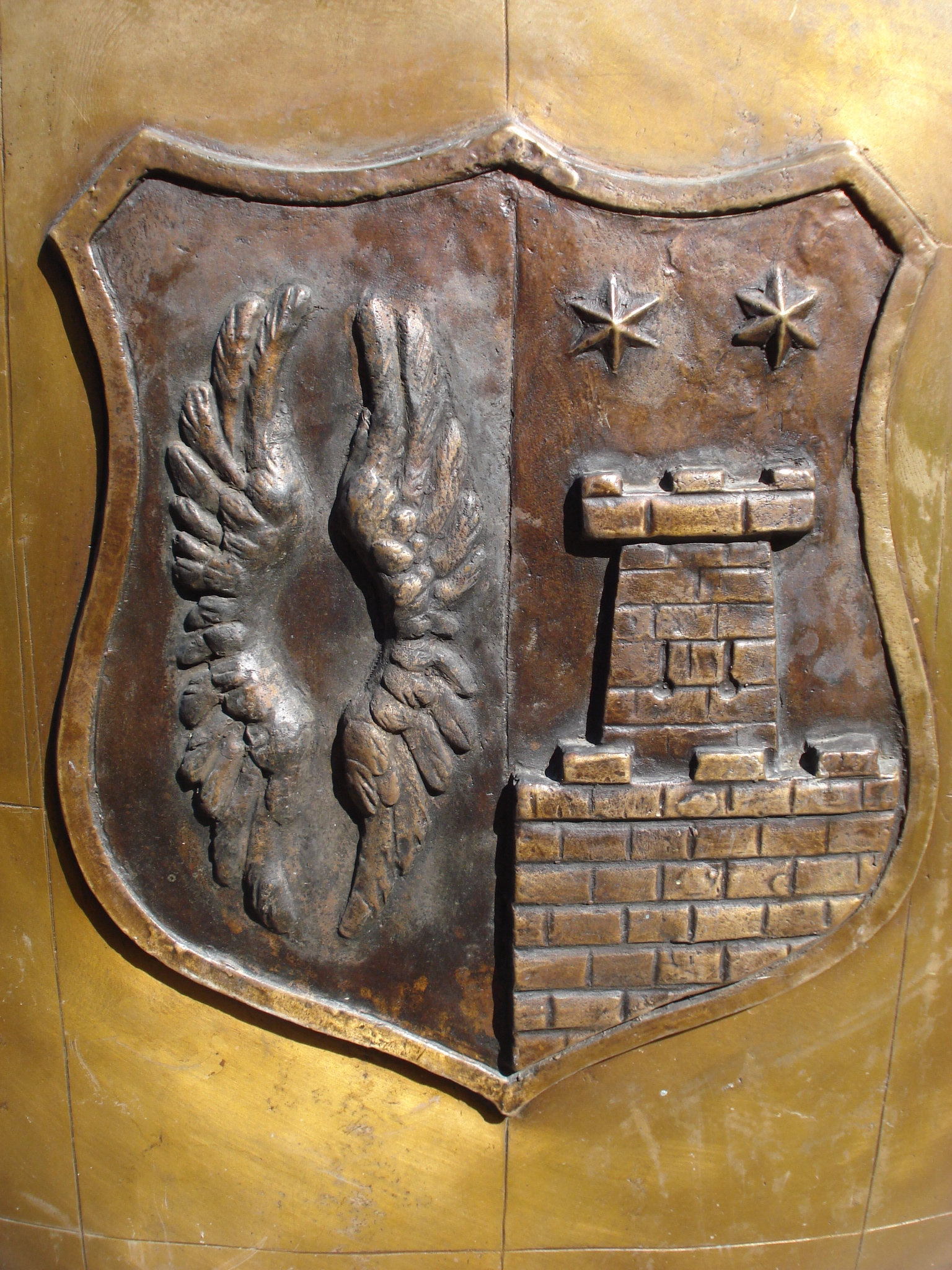
Blazonul familiei Zrinski

Zrinski (în maghiară Zrínyi) a fost o familie nobiliară croato-maghiară, influentă în perioada istorică marcată de Războaiele Otomane din Europa în Regatul Ungariei și Croației și mai târziu în Austro-Ungaria. Membrii notabili ai acestei familii au fost bani (viceregi) ai Croației, considerați eroi naționali atât în Croația, cât și în Ungaria, și au fost renumiți în particular în epoca Romantismului; această mișcare a fost numit Zrinijada în limba croată.

## Istoric
Zrinski sau Zrínyi, însemnând „cei din Zrin”, este o ramură a familiei nobiliare Šubić, care a apărut atunci când regele Ludovic I al Ungariei a avut trebuință de unele dintre fortărețele familiei Šubić pentru a instala acolo garnizoane înarmate pe care să le folosească în războaiele plănuite împotriva Veneției și, în special, a orașului Zadar.
În 1347, Ludovic I a confiscat moșiile familiei Šubić aflate în jurul localității Bribir din provincia Hrvatsko Primorje și le-a dat în schimb moșia Zrin cu castelul Zrin din regiunea croată Banovina, aflată la sud de orașul modern Petrinja și la vest de Hrvatska Kostajnica. Din acel moment membrii familiei au devenit cunoscuți sub numele de Conții de Zrin în cronicile istorice. Puterea lor crescuse constant în perioada anterioară, astfel încât ei au dobândit teritoriul aflat între râurile Krka și Zrmanja și Marea Adriatică în secolul al XIII-lea. La începutul secolului al XIV-lea, Paul I Šubić de Bribir a fost banul Croației cu cea mai îndelungată domnie (1275-1312), precum și domnul întregii Bosnii (1305-1312). Fiul său a fost Paul al II-lea Šubić de Bribir.
Nepotul lui Paul I a fost primul Zrinski, Juraj al III-lea Šubić de Bribir, care a luat titlul Juraj I Zrinski. Verișoara sa, contesa Jelena Šubić, era căsătorită în acea vreme cu Vladislav Kotromanić. Primul lor copil, Tvrtko I, a devenit ban al Bosniei și din 1377 rege al Bosniei. Nepoata și fiica lor adoptivă, Elizabeta Kotromanić (Elisabeta a  Bosniei), s-a căsătorit cu regele Ludovic I cel Mare. Fiicele Elisabetei și ale lui Ludovic i-au succedat tatălui lor și au devenit la rândul lor regine ca Maria a Ungariei și Hedviga a Poloniei.

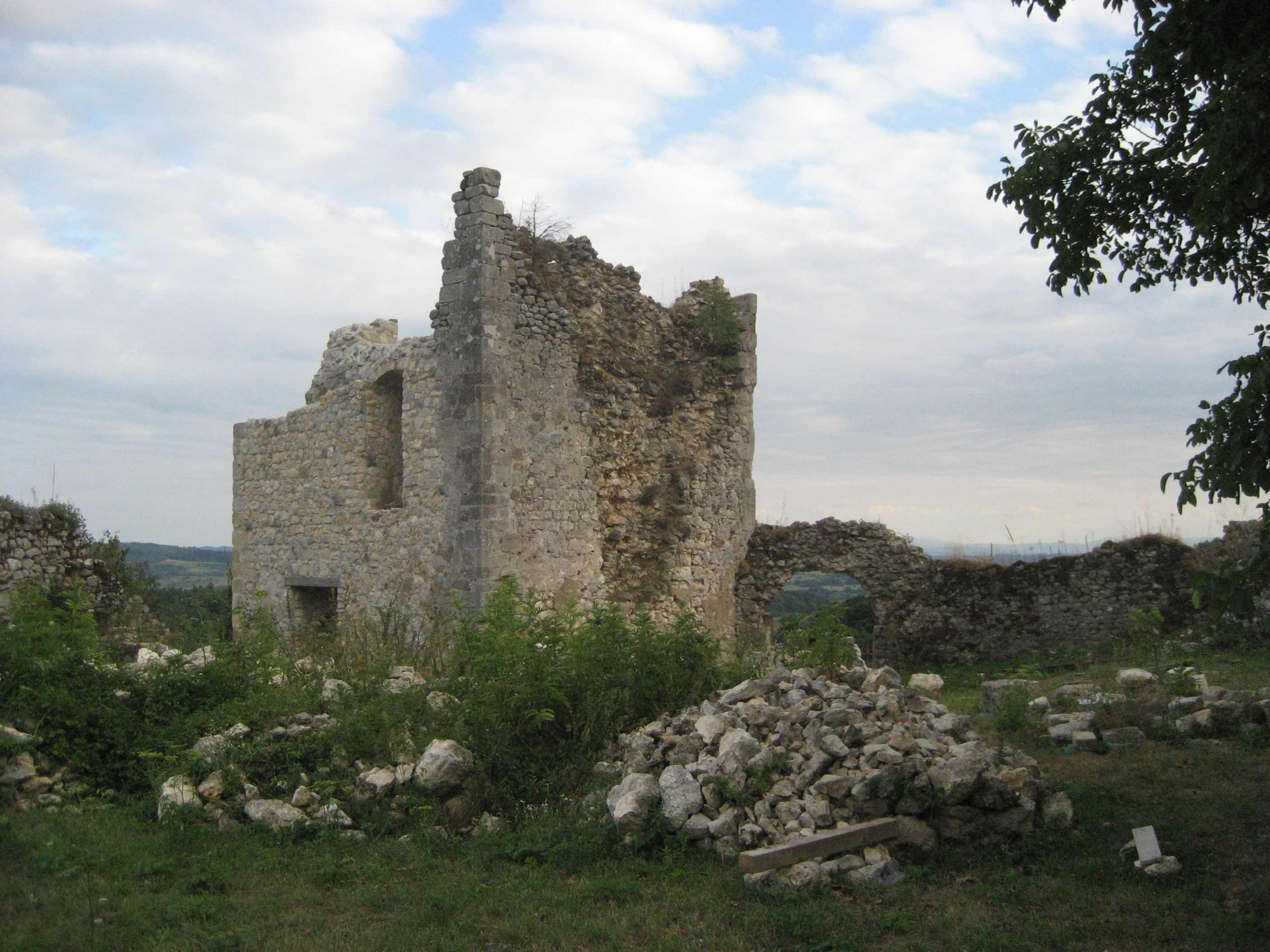
Ruinele castelului Zrin, Croația.

Membrii familiei Zrinski au fost croați și au jucat un rol crucial în istoria statului croat atât înainte de sosirea lor în Zrin, cât și mai târziu. Pe de altă parte, ei sunt identificați, de asemenea, ca hungarus sau natio hungarica, care înseamnă „cineva din Regatul Ungariei”, indiferent de limba vorbită și de naționalitate. Familia Zrinski era una dintre multele familii nobiliare din Regatul Ungariei. În secolul al XVI-lea, banul Nikola Šubić Zrinski a dobândit stăpânire peste cantonul Međimurje din partea de nord a Croației, cu capitala Čakovec. Pentru că ei au trăit, au muncit și s-au căsătorit cu membri ai familiilor nobiliare din toate părțile regatului multietnic, era firesc și de așteptat că aceștia să vorbească fluent patru sau cinci limbi. Cert este, că Nikola Zrinski vorbea cel puțin croata, maghiara, italiana, turca și, desigur, limba latină. Este un fapt de interes că el a fost cel mai proeminent poet maghiar din secolul al XVII-lea, în timp ce fratele lui, Peter, este cunoscut pentru poemele sale scrise în limba croată.
Printre numeroasele personalități notabile ale familiei au fost și câteva femei. Katarina Zrinska (1625-1673), o cunoscută poetă, s-a născut în familia Frankopan și s-a căsătorit cu Petar Zrinski, devenind membru al familiei Zrinski. Fiica ei, Jelena Zrinska, a fost soția lui Francisc I Rákóczi, principe ales al Transilvaniei.
Familiile Zrinski și Frankopan au fost două dintre cele mai proeminente familii nobiliare din Croația în secolele al XV-lea și al XVII-lea și amândouă s-au stins în 1671, când Petar Zrinski și Fran Krsto Frankopan au fost acuzați de trădare de împăratul Leopold I, ca urmare a rolului lor în așa-numitul complot Zrinski-Frankopan (în istoriografia maghiară a fost numit complotul Wesselényi), și executați la Wiener Neustadt. Moșiile familiilor Zrinski și Frankopan au fost confiscate și membrii supraviețuitori au fost nevoiți să se mute. 
Rămășițele pământești ale lui Petar Zrinski și Fran Krsto Frankopan au fost transferate din Austria în Croația în 1919 și îngropate în Catedrala din Zagreb.
Ultimii descendenți ai familiei Zrinski au fost:
- Adam Zrinski (1662-1691), fiul lui Nikola Zrinski, locotenent-colonel în Armata Imperiului Hasbsburgic. El a moștenit de la tatăl său marea și valoroasa „Bibliotheca Zriniana”. A murit în Bătălia de la Slankamen în 1691, după ce a fost împușcat accidental în spate de către unul dintre camarazii săi soldați.
- Ivan Antun Zrinski (1654-1703), fiul lui Petar Zrinski și al Katarinei Zrinska, a fost un ofițer în Armata Habsburgică, care a fost acuzat de înaltă trădare și a murit după ce a fost deținut ani de zile în temnițe.

Potrivit legendei, a existat un membru al familiei Zrinski care a devenit ofițer în Armata Republicii Venețiene în secolul al XVII-lea, dar a fost înscris sub numele de Sdrinias. Republica Venețiană l-a trimis în Grecia, unde s-a stabilit în cele din urmă. Familia Sdrinias încă mai există în Grecia.

### Bani
Familia a dat patru bani ai Croației (viceregi):
- Nikola Šubić Zrinski (engleză Nicholas IV, în maghiară Szigeti Zrínyi Miklós) (1508-1566, ban: 1542-1556)
- Juraj al V-lea Zrinski (engleză George V, în maghiară Zrínyi György (bán)) (1599-1626, ban: 1622-1626)
- Nikola al VII-lea Zrinski (engleză Nicholas VII, în maghiară Zrínyi Miklós) (1620-1664, ban: 1647-1664)
- Petar Zrinski (engleză Peter IV, maghiară Zrínyi Péter) (1621-1671, ban: 1665-1670)

## Zrinski în artă

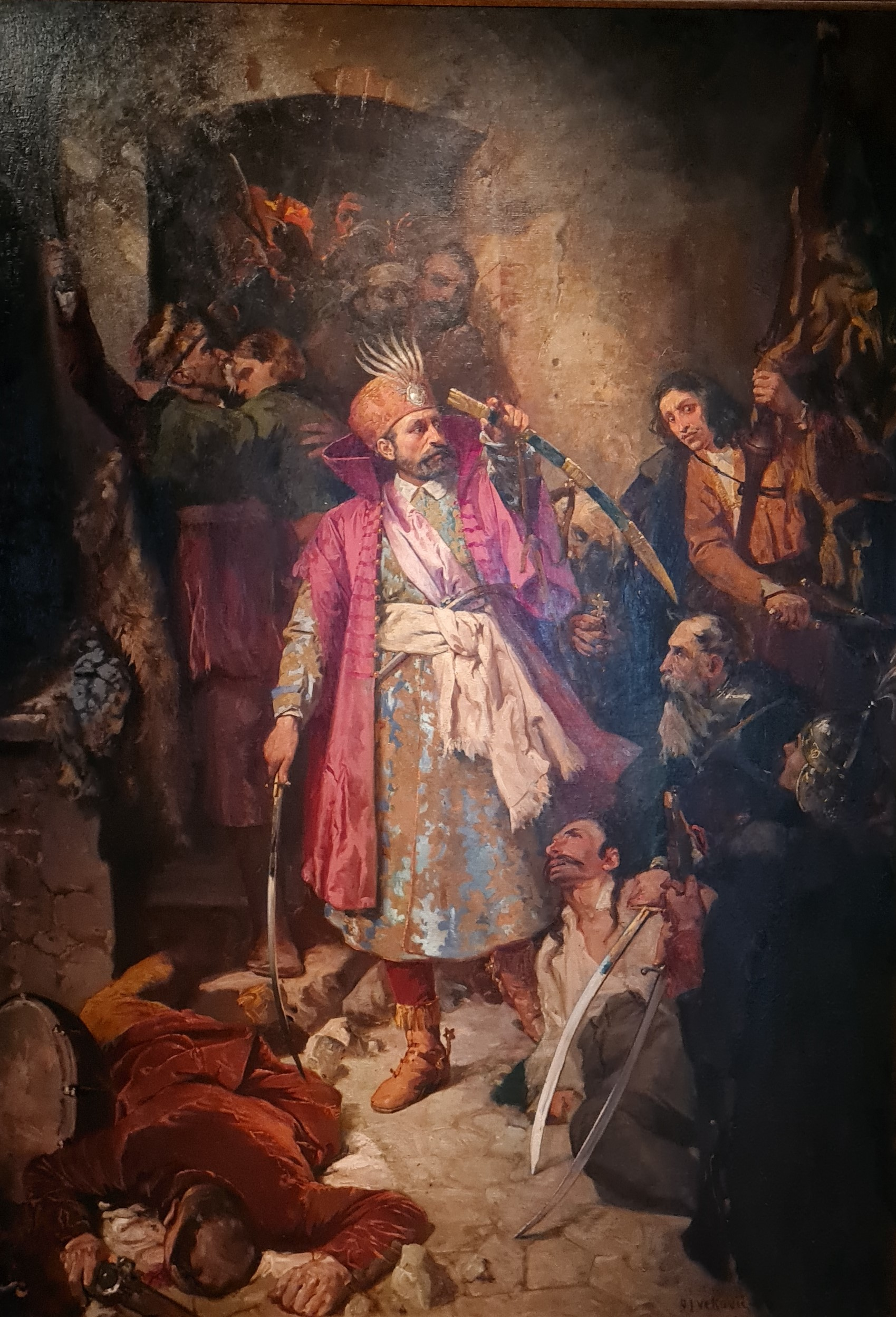
Portretul lui Nikola Šubić Zrinski de Oton Iveković.

### Zrinski în literatură și teatru
- Ivan Zajc, opera Nikola Šubić Zrinski (aria celebră U boj, u boj)
- Eugen Kumičić: Urota zrinsko-frankopanska

### Zrinski în pictură
Membrii familiei Zrinski au fost reprezentați de multe ori în picturile lui Oton Iveković.
- Nikola Zrinski pred Sigetom
- Oproštaj Zrinskog i Frankopana od Katarine Zrinske
- Juriš Nikole Zrinskog iz Sigeta
- Miklós Barabás: Miklós Zrinyi
- Viktor Madarász: Miklós Zrinyi

### Zrinski în sculptură
- în cetatea Budei din Budapesta

### Zrinski în inginerie
- 43M Zrínyi: un tun blindat de asalt în cel de-al Doilea Război Mondial, numit după Nikola Šubić Zrinski

## Posesiuni
Familia Zrinski a deținut mai multe castele. Unele castele, precum Dubovac, Kraljevica, Ozalj, Severin na Kupi și altele au fost deținute în comun cu familia Frankopan. 

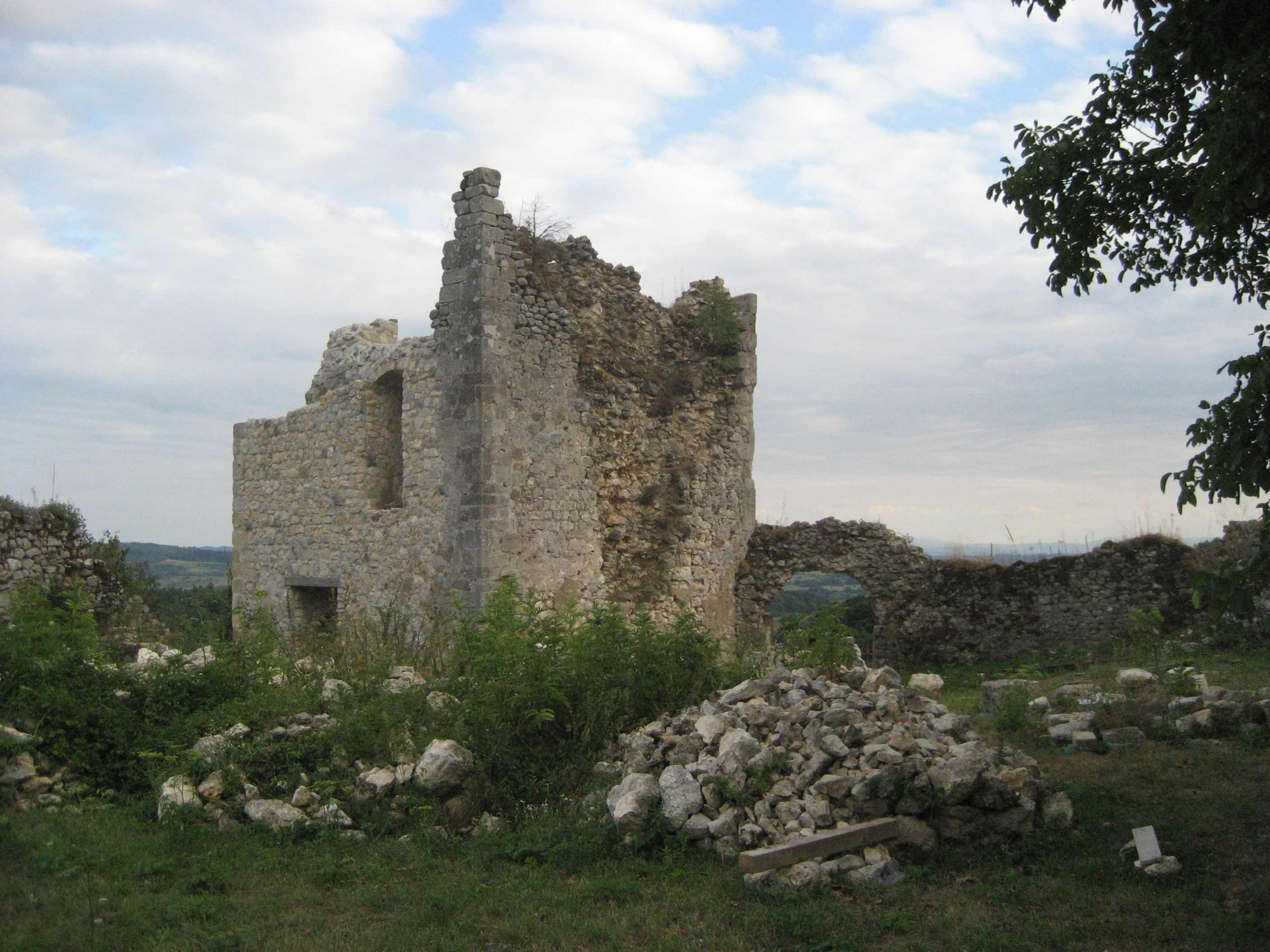
Castelul Zrin, odată reședința nobiliară a familiei
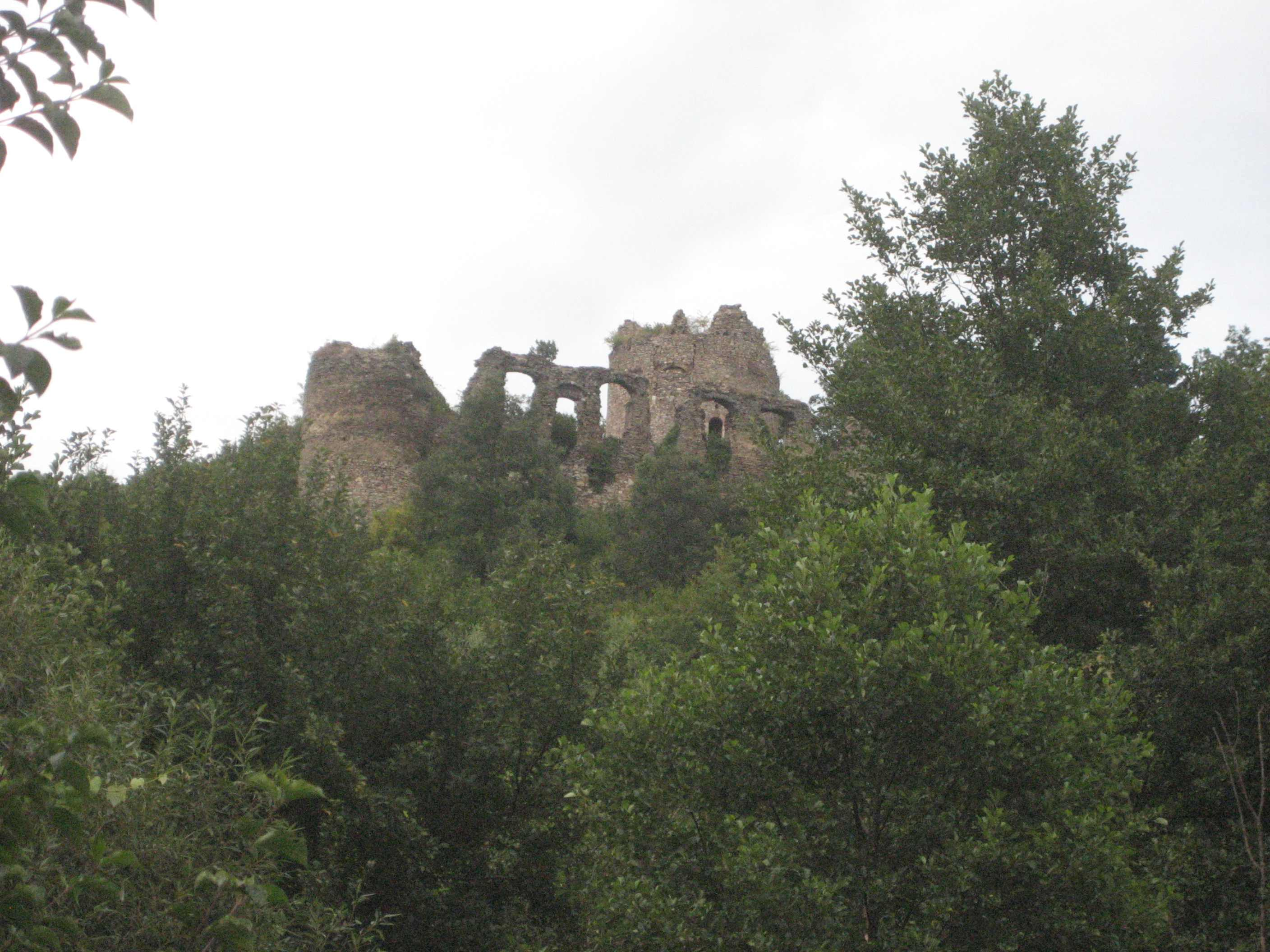
Castelul Gvozdansko
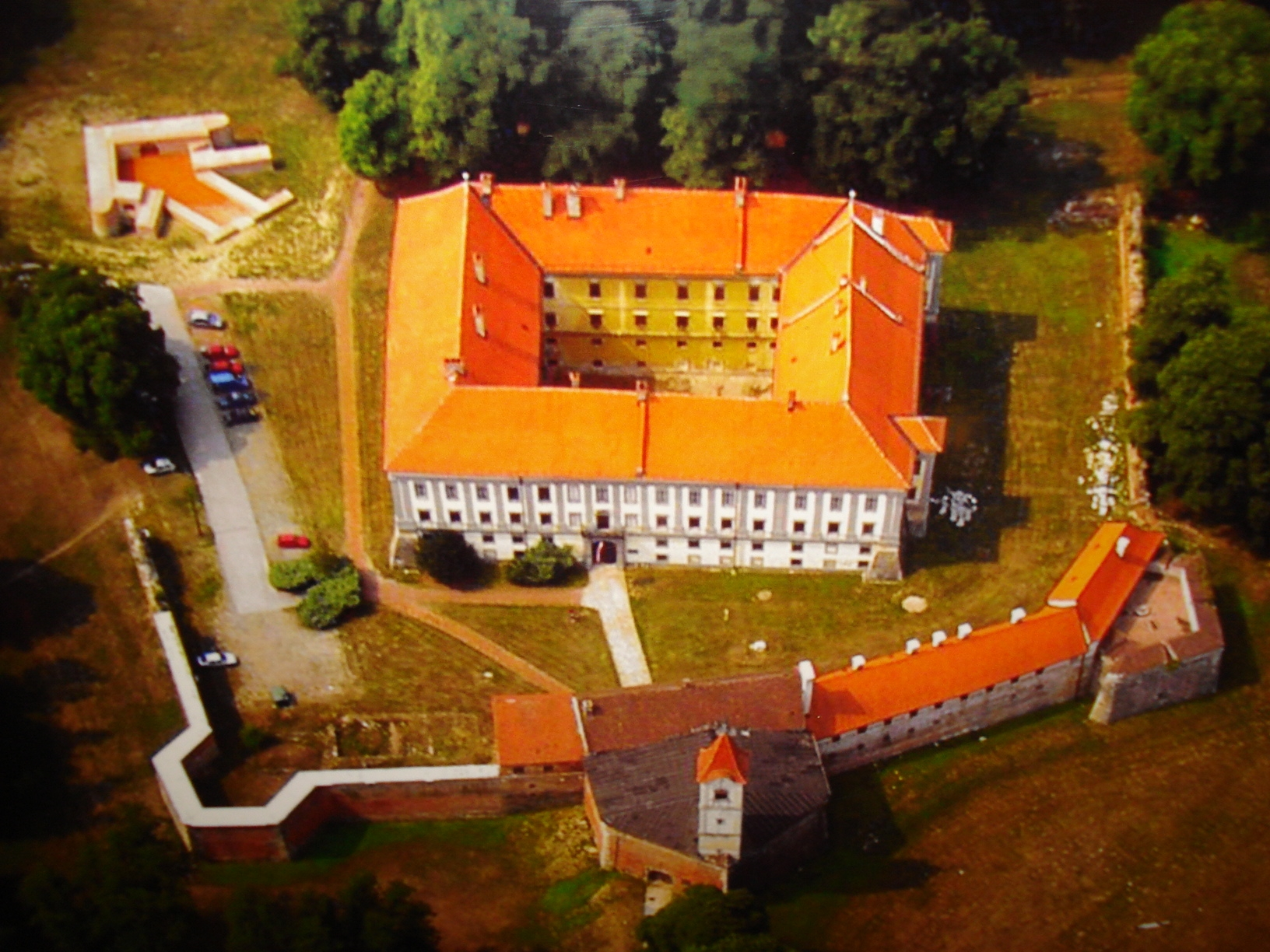
Castelul Čakovec
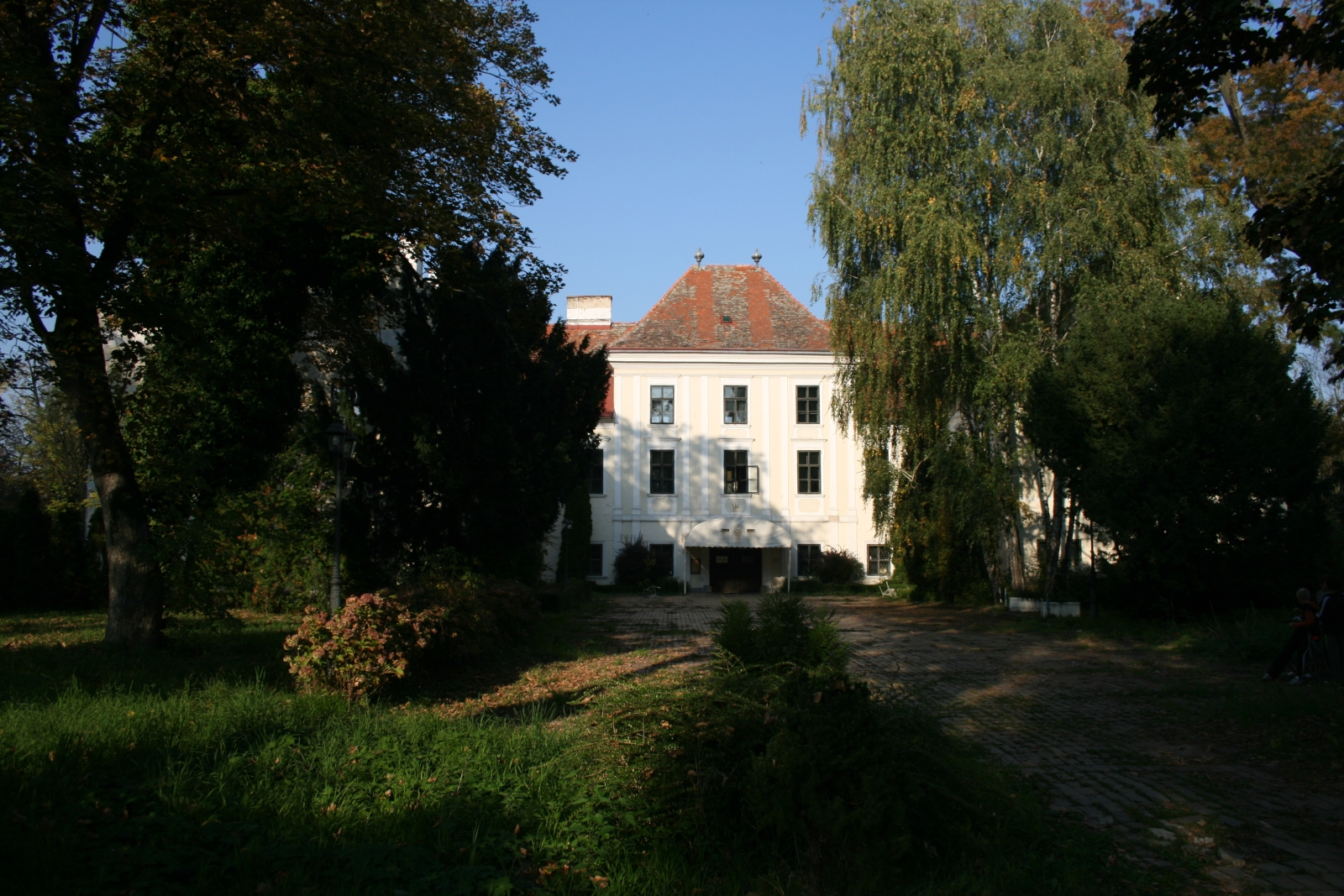
Castelul Brezovica
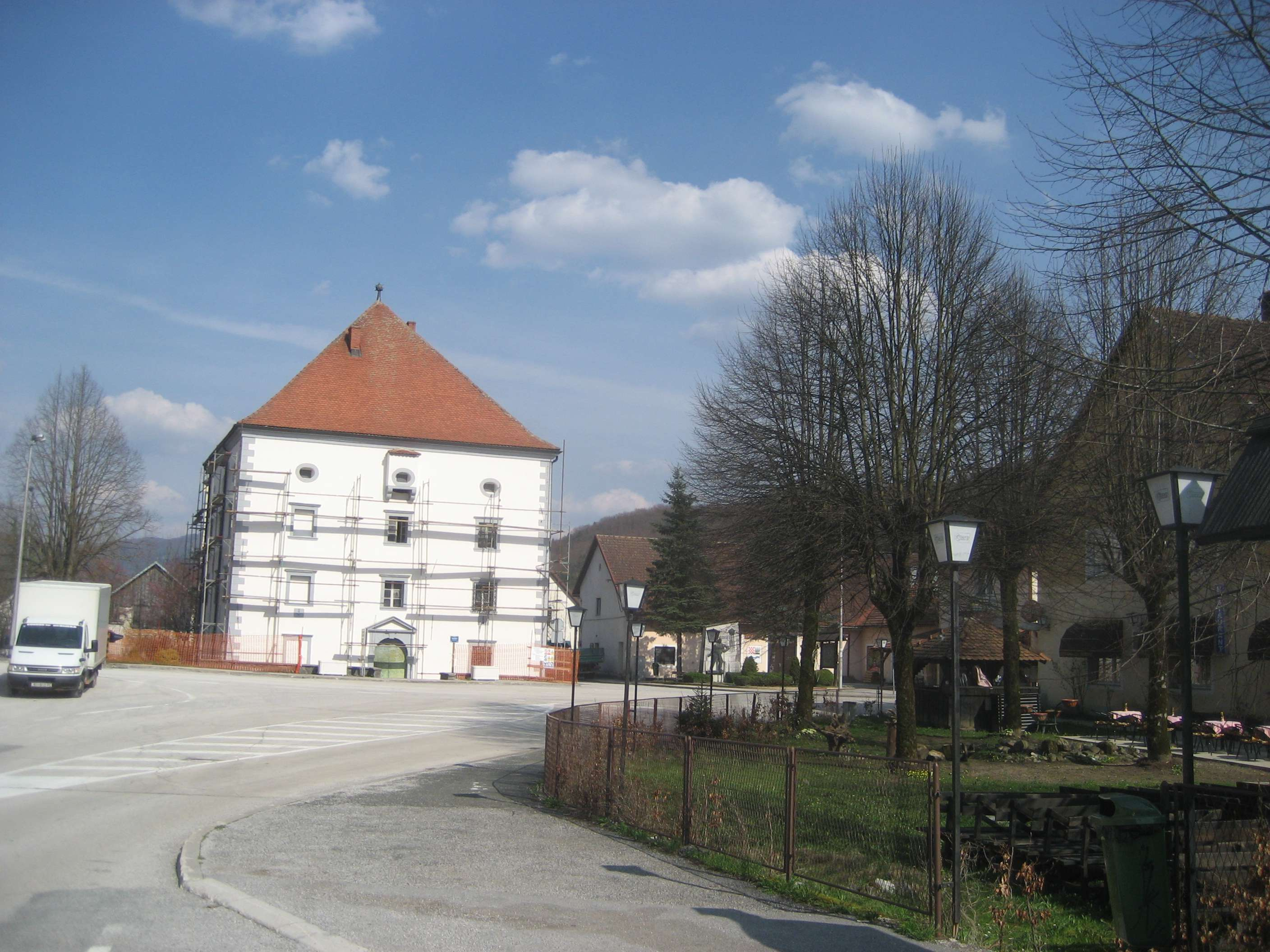
Castelul Brod na Kupi
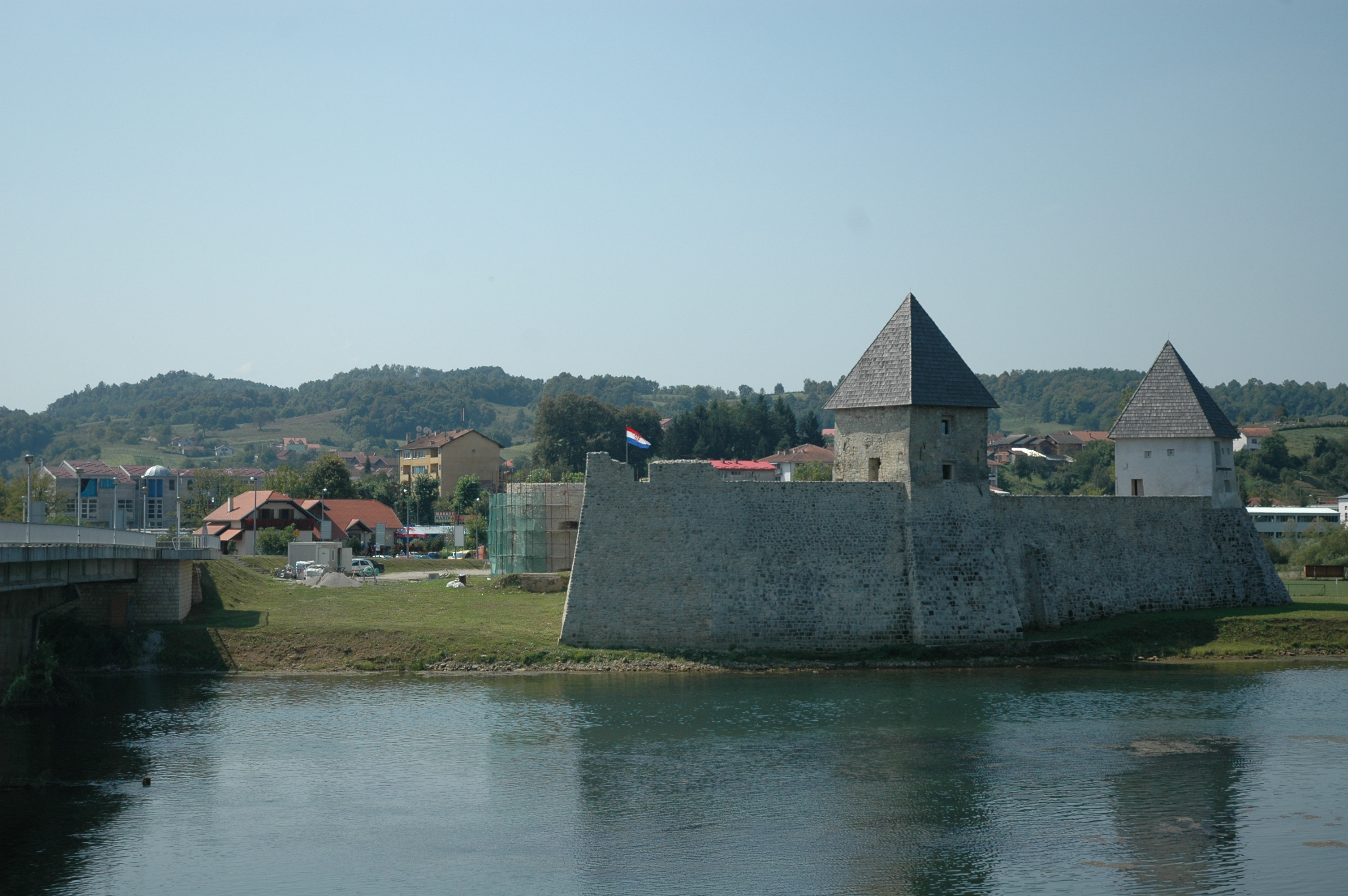
Cetatea Kastel
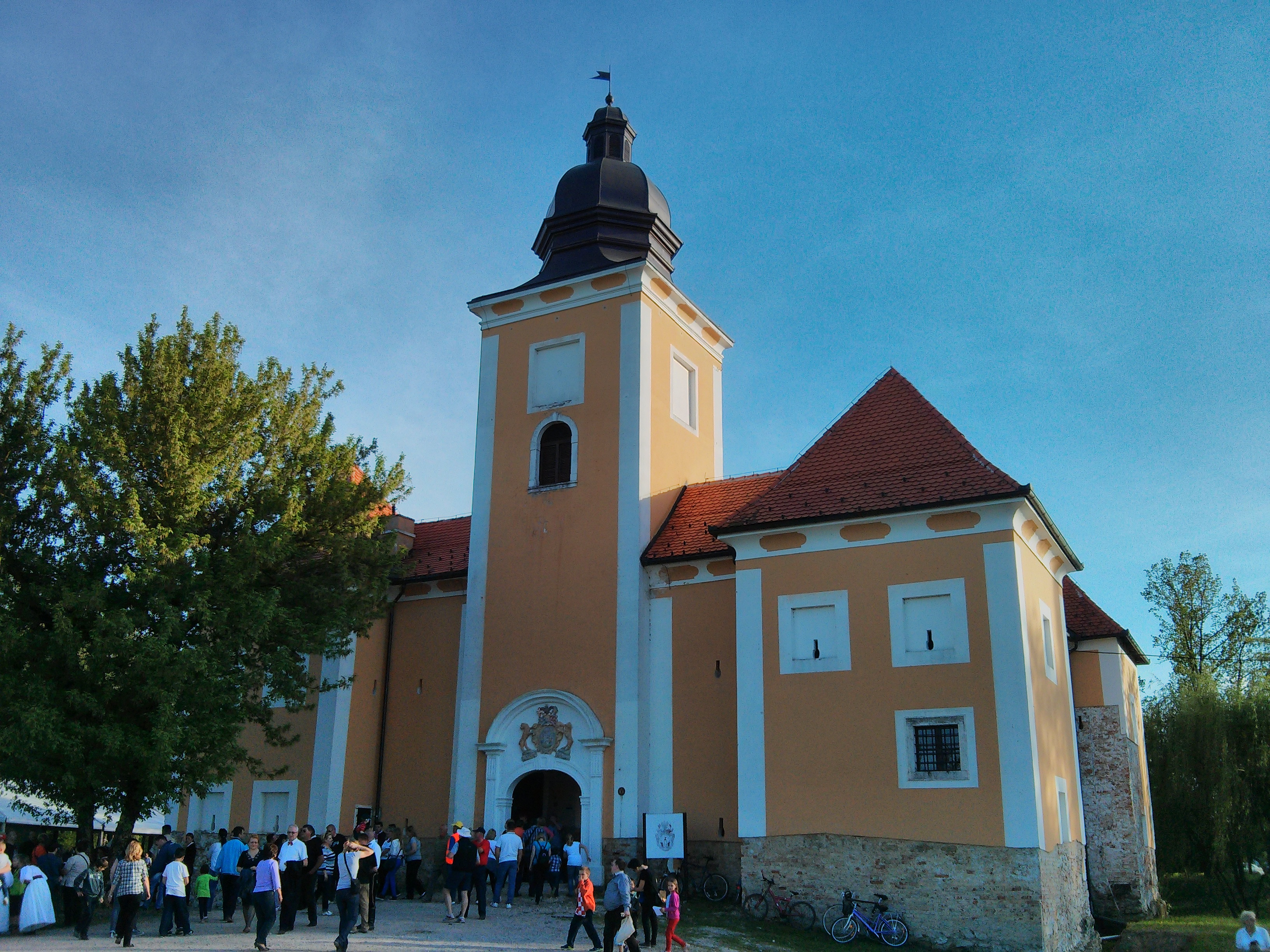
Castelul Lukavec
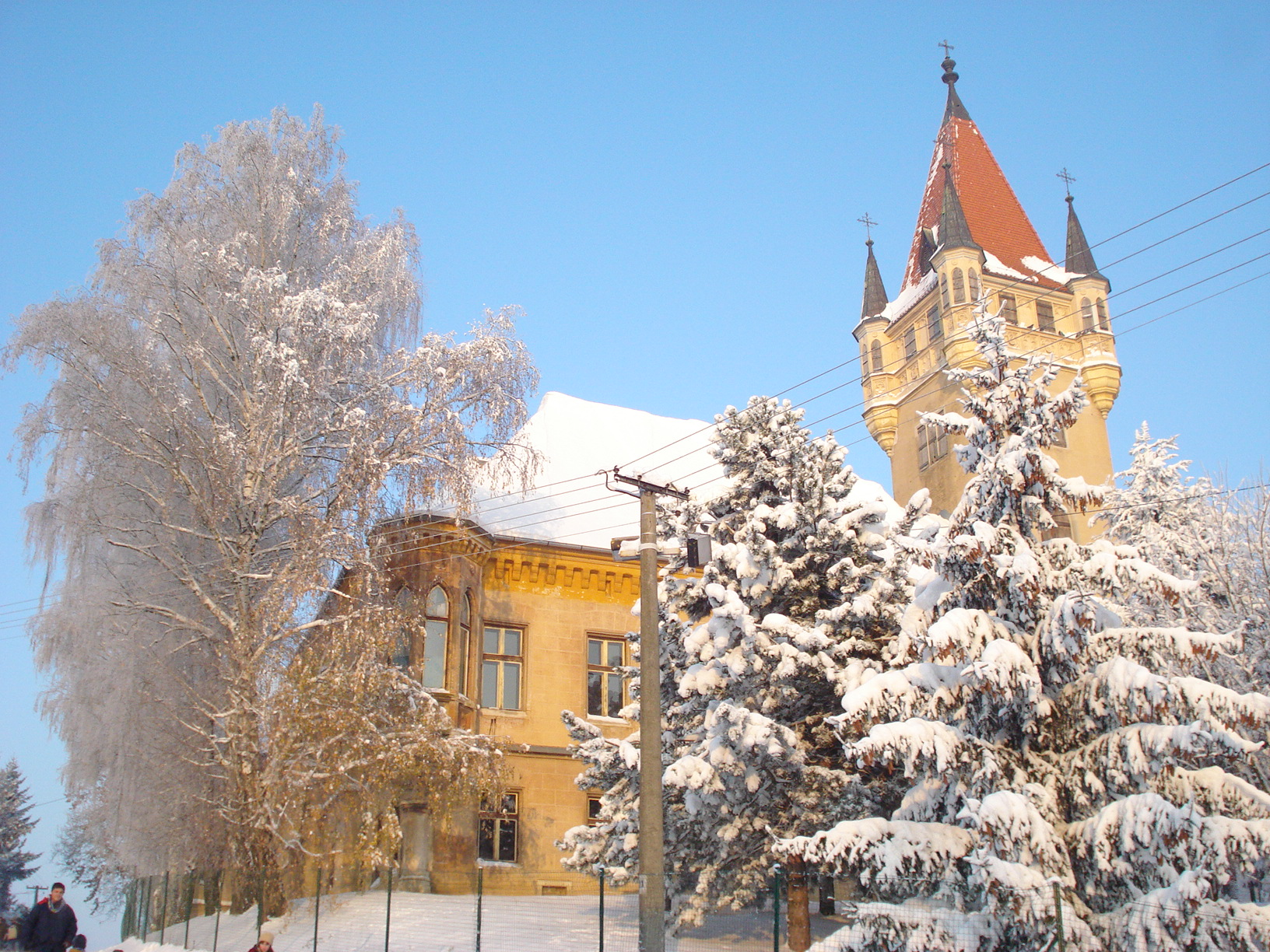
Castelul Feštetić
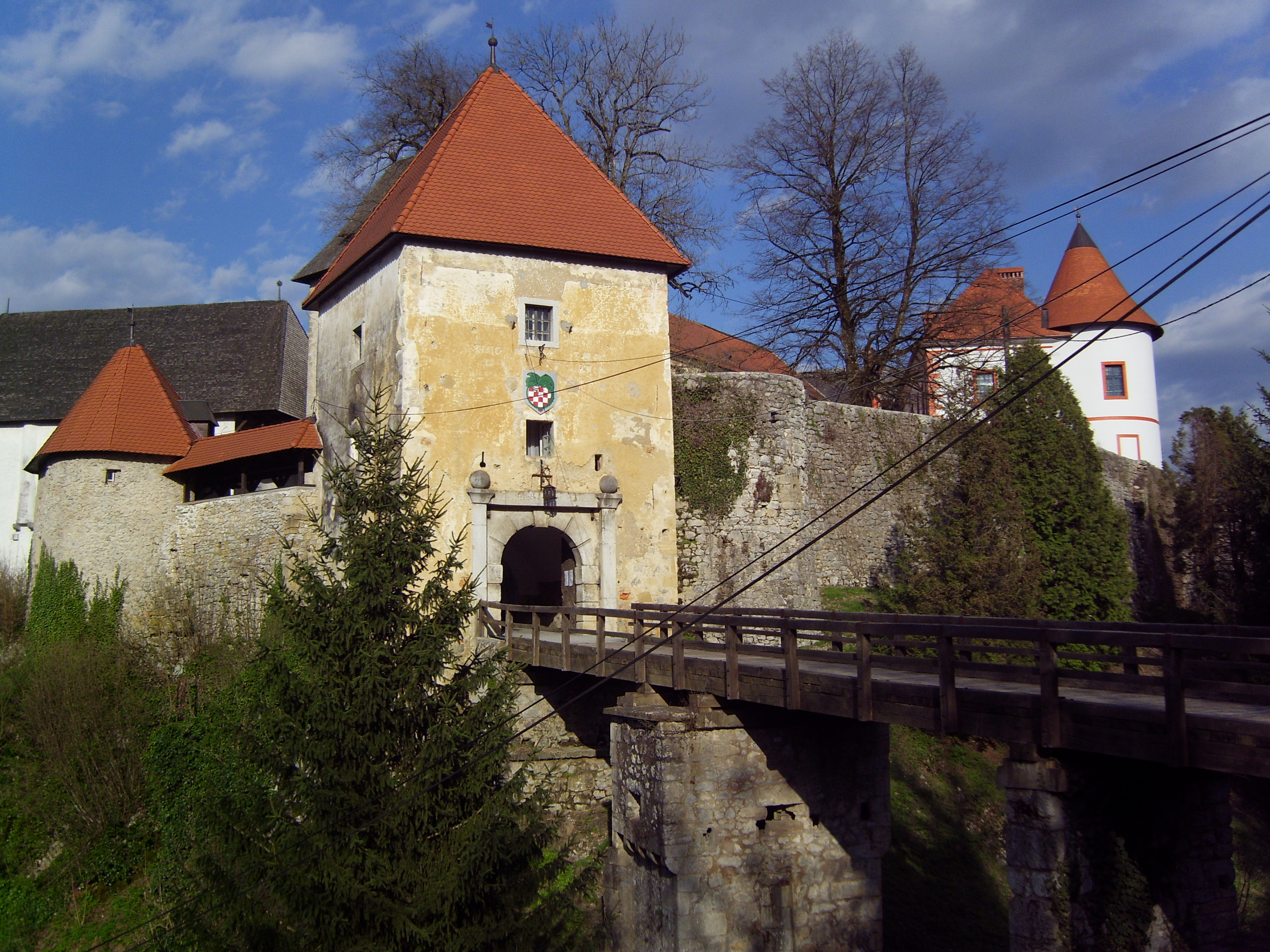
Castelul Ozalj
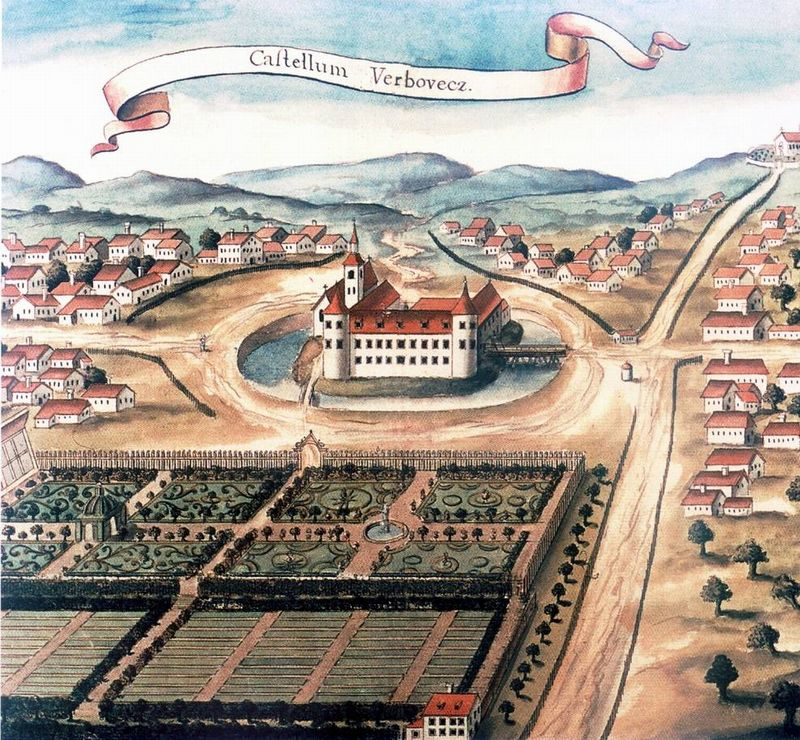
Castelul Vrbovec
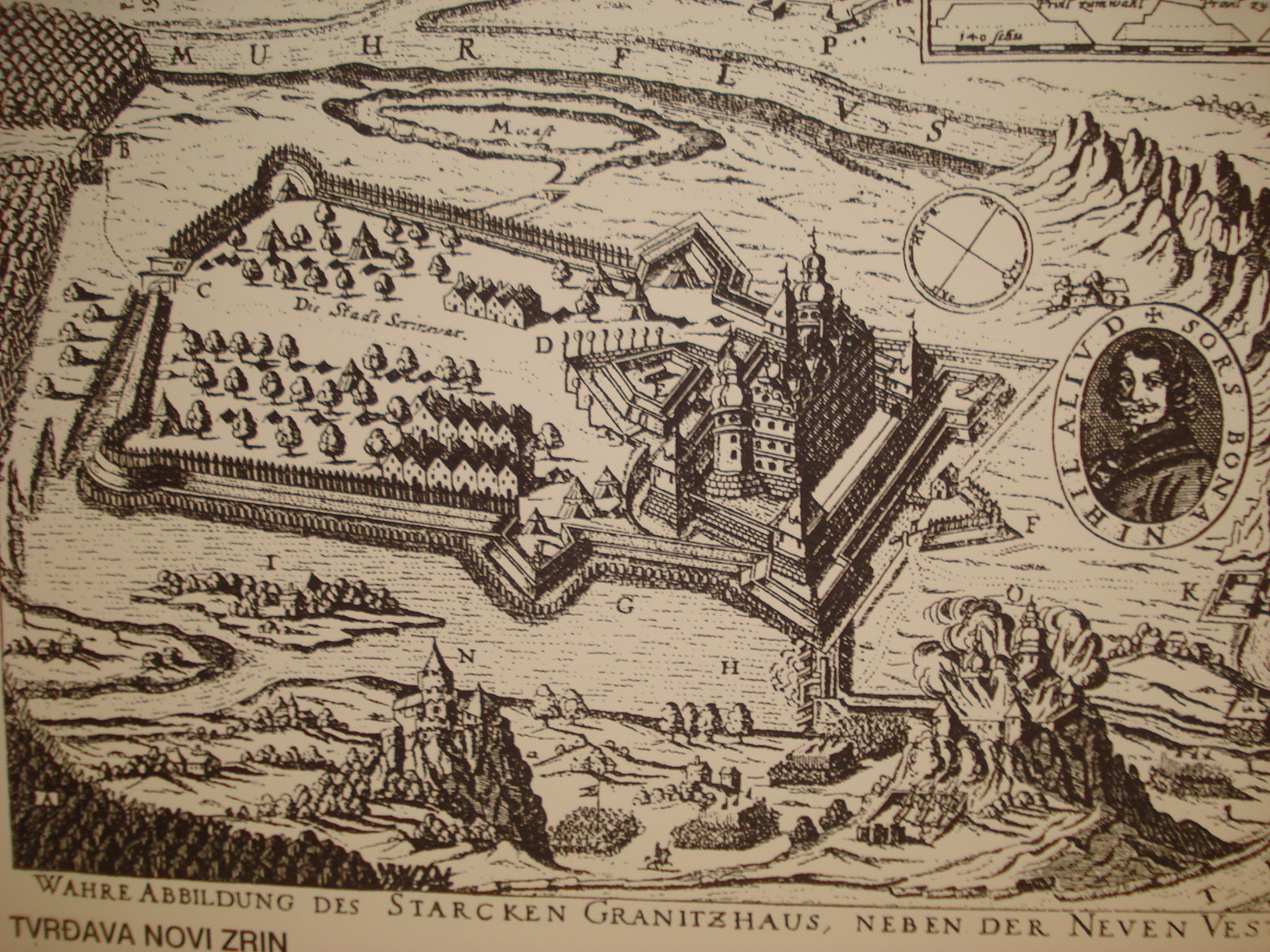
Novi Zrin